# Tazza Maltija 2021-2022
La Tazza Maltija 2021-2022, conosciuta anche con il nome ufficiale di Izibet FA Trophy 2021–22 per motivi di sponsorizzazione, è stata l'84ª edizione della coppa nazionale maltese di calcio.
Il torneo è iniziato il 7 dicembre 2021 e si è concluso il 15 maggio 2022 con la vittoria del Floriana, alla ventunesima affermazione nella manifestazione.

## Turno preliminare
Sono ammesse al turno preliminare della competizione 17 squadre della BOV Challenge League, 7 squadre della Gozo FA Division One, oltre a 4 squadre della National Amateur League (le quattro squadre semifinaliste della National Amateur Cup). Il sorteggio è stato effettuato il 19 novembre 2021.
| Squadra 1               | Risultato       | Squadra 2        |
| ----------------------- | --------------- | ---------------- |
| 7 dicembre 2021         |                 |                  |
| Victoria Hotspurs       | 1 - 4           | Żebbuġ Rangers   |
| Mġarr                   | 1 - 2           | St. George's     |
| 8 dicembre 2021         |                 |                  |
| S.K. Victoria Wanderers | 1 - 3 (dts)     | Melita           |
| Sannat Lions            | 1 - 1 (3-4 dtr) | Marsaskala       |
| Marsaxlokk              | 5 - 2 (dts)     | Kerċem Ajax      |
| Nadur Youngsters        | 7 - 0           | Oratory Youths   |
| Qrendi                  | 1 - 4           | Xewkija Tigers   |
| Senglea Athletic        | 1 - 2 (dts)     | Tarxien Rainbows |
| Lija Athletic           | 0 - 4           | Fgura Utd        |
| Vittoriosa Stars        | 2 - 0           | Mellieħa         |
| Żabbar St. Patrick      | 3 - 0           | Mqabba           |
| 15 dicembre 2021        |                 |                  |
| Żurrieq                 | 1 - 3           | St. Andrews      |
| 16 dicembre 2021        |                 |                  |
| Pietà Hotspurs          | 2 - 2 (6-4 dtr) | Rabat Ajax       |
| 22 dicembre 2021        |                 |                  |
| Naxxar Lions            | 1 - 1 (6-5 dtr) | San Ġwann        |

## Primo turno
Il sorteggio per il primo e per il secondo turno è stato effettuato l'8 gennaio 2022.
| Squadra 1          | Risultato | Squadra 2          |
| ------------------ | --------- | ------------------ |
| 8 febbraio 2022    |           |                    |
| Hibernians         | 2 - 0     | Nadur Youngsters   |
| Mosta              | 5 - 0     | Luqa               |
| Melita             | 1 - 2     | St. George's       |
| 9 febbraio 2022    |           |                    |
| Marsaskala         | 0 - 5     | Valletta           |
| Floriana           | 1 - 0     | Għajnsielem        |
| Balzan             | 5 - 1     | Pietà Hotspurs     |
| Gudja Utd          | 4 - 0     | Swieqi Utd         |
| Marsa              | 0 - 2     | Tarxien Rainbows   |
| 10 febbraio 2022   |           |                    |
| Ħamrun Spartans    | 1 - 0     | Naxxar Lions       |
| Sliema Wanderers   | 3 - 0     | Vittoriosa Stars   |
| Żejtun Corinthians | 7 - 1     | Xewkija Tigers     |
| Birkirkara         | 4 - 0     | Fgura Utd          |
| St. Lucia          | 4 - 1     | Sirens             |
| 15 febbraio 2022   |           |                    |
| Pembroke Athleta   | 0 - 1     | Marsaxlokk         |
| 16 febbraio 2022   |           |                    |
| Gżira Utd          | 4 - 0     | Żabbar St. Patrick |
| Żebbuġ Rangers     | 0 - 2     | St. Andrews        |

## Secondo turno
| Squadra 1          | Risultato       | Squadra 2       |
| ------------------ | --------------- | --------------- |
| 15 marzo 2022      |                 |                 |
| Birkirkara         | 0 - 0 (3-1 dtr) | Mosta           |
| Floriana           | 2 - 0           | St. George's    |
| Gżira Utd          | 3 - 1           | Gudja Utd       |
| Balzan             | 1 - 1 (1-4 dtr) | Ħamrun Spartans |
| Tarxien Rainbows   | 1 - 5           | Valletta        |
| Żejtun Corinthians | 1 - 2           | Hibernians      |
| 16 marzo 2022      |                 |                 |
| St. Andrews        | 1 - 2           | St. Lucia       |
| Sliema Wanderers   | 1 - 2 (dts)     | Marsaxlokk      |

## Quarti di finale
| Squadra 1       | Risultato   | Squadra 2  |
| --------------- | ----------- | ---------- |
| 16 aprile 2022  |             |            |
| Marsaxlokk      | 0 - 3       | Valletta   |
| Ħamrun Spartans | 1 - 2 (dts) | Hibernians |
| 18 aprile 2022  |             |            |
| Floriana        | 3 - 1       | Birkirkara |
| Gżira Utd       | 0 - 1 (dts) | St. Lucia  |

## Semifinali
| Squadra 1      | Risultato | Squadra 2  |
| -------------- | --------- | ---------- |
| 10 maggio 2022 |           |            |
| St. Lucia      | 0 - 1     | Valletta   |
| 11 maggio 2022 |           |            |
| Floriana       | 2 - 1     | Hibernians |

## Finale
| Arbitro: | Matthew De Gabriele |

|                       |           |                           |
| Fontanella 52’ (rig.) | Marcatori | 19’ Busuttil 111’ Ciolacu |